# Hippelates pehlkei
Hippelates pehlkei är en tvåvingeart som beskrevs av Günther Enderlein 1911. Hippelates pehlkei ingår i släktet Hippelates och familjen fritflugor. Inga underarter finns listade i Catalogue of Life.